# InstallShield
InstallShield – własnościowe oprogramowanie do tworzenia instalatorów lub pakietów instalacyjnych. InstallShield jest głównie użykowany do instalacji oprogramowania na komputerach z systemem Microsoft Windows oraz platform serwerowych, aczkolwiek można z jego pomocą zarządzać programami i pakietami na różnych urządzeniach mobilnych.

## Funkcje
InstallShield generuje plik .msi, który może być wykorzystany na komputerze docelowym w celu dokonania instalacji danych z komputera źródłowego, na którym plik został utworzony. Możliwe jest określenie pytań, warunków przedwstępnych oraz ustawień w rejestrze, które użytkownik będzie mógł wybrać podczas instalacji.

## Rozwój
InstallShield był pierwotnie rozwijany przez The Stirling Group, przedsiębiorstwo założone w 1987 roku przez Viresha Bhatia i Ricka Harolda, którzy poznali się podczas studiów na Northwestern University. Ich pierwsze biuro stanowiło małe pomieszczenie w piwnicy starej biblioteki w Roselle, w stanie Illinois. Zamierzali wprowadzić na rynek oprogramowanie kartograficzne, które jednak nigdy nie zostało wydane.
W 1990 roku The Stirling Group sprzedawało zestaw sześciu produktów zwany „serią SHIELD” (ang. SHIELD series), w tym InstallShield:
| Produkt         | Opis                                                                        |
| --------------- | --------------------------------------------------------------------------- |
| DemoShield      | Tworzy programy prezentacyjno-demonstracyjne oraz przewodniki („tutoriale”) |
| InstallShield   | Tworzy programy instalacyjne                                                |
| UNInstallShield | Aplikacja do deinstalacji oprogramowania stworzonego z InstallShield        |
| TbxShield       | Zestaw narzędzi do widżetów                                                 |
| DbxShield       | Okna dialogowe                                                              |
| MemShield       | Biblioteka do zarządzania pamięcią                                          |
| LogShield       | Nagrywanie i odtwarzanie sesji                                              |

W 1993 roku The Stirling Group przeniosło się do większych powierzchni biurowych w Schaumburg i zmieniło nazwę na Striling Technologies, Inc.. InstallShield stał się szczególnie znany po tym, jak Microsoft dopuścił go do użycia w systemie Windows 95, natomiast już w 1997 roku Stirling Technologies oszacowało wykorzystanie swojego produktu na 85–90% całego oprogramowania pisanego dla systemów Microsoft Windows.
Od 1996 roku przedsiębiorstwo działało pod nazwą InstallShield, aż do przejęcia przez Macrovision za 76 milionów USD w gotówce oraz dodatkowe 20 milionów USD w oparciu o realizację celów sprzedażowych.
Ograniczone wersje InstallShield były w różnych latach dołączane do środowisk programistycznych, takich jak Microsoft Visual Studio 6.0, Borland Delphi i Borland C++Builder.
1 kwietnia 2008 roku Macrovision Software Business Unit (w tym także marka InstallShield) zostało sprzedane prywatnemu przedsiębiorstwu Thoma Cressey Bravo, tworząc nowy podmiot zwany Acresso Software. W październiku 2009 r. zmienił on nazwę na Flexera Software.
W maju 2020 roku Flexera zmieniła nazwę swojego działu ds. oprogramowania na Revenera.